# Achim Gercke
Achim Gercke, född 3 augusti 1902 i Greifswald, död 27 oktober 1997, var en tysk biolog och rasforskare. Han var Riksinrikesministeriets rasforskningsexpert. Han avskedades och utslöts ur NSDAP år 1935 för brott mot paragraf 175.